# To Die Like a Man
To Die Like a Man (Originaltitel: Morrer Como Um Homem) ist ein Filmdrama des portugiesischen Regisseurs João Pedro Rodrigues aus dem Jahr 2009. Im Abspann wird der Film dem am 26. August 2008 verstorbenen Sonic gewidmet, eine bekannte Persönlichkeit der Lissabonner Schwulenszene.

## Inhalt
Tonia ist eine in die Jahre gekommene Veteranin der Lissabonner Travestieshows. Während sie vor der Entscheidung zur endgültigen operativen Geschlechtsumwandlung steht, löst sich ihr Umfeld immer weiter auf: ihr drogenabhängiger Freund Rosário sorgt für immer größere Probleme und ihr zurückgekehrter Sohn Zé Maria ist unfähig, die Umwandlung seines Vaters in eine Frau zu verarbeiten, ist sexuell verwirrt und verliert die Kontrolle. Im Nachtklub wird Tonia von jüngeren Talenten immer weiter aus dem Feld gedrängt, zudem hält sie ein aufkommendes gesundheitliches Problem vor der Umwelt geheim.
Während ihr zerstörerischer Freund sie immer stärker zur Umwandlung drängt, hält sie ihr tiefer katholischer Glaube weiter von diesem Schritt ab. Sie überredet ihren Freund zu einem Besuch bei dessen Bruder auf dem Land und erhofft sich davon eine Beruhigung der Situation. Bei einem Zwischenhalt am Lago Azul (Teil des Stausees Castelo do Bode) verirren sich die beiden auf der Suche nach ihrem entlaufenen Hund im Wald und kommen zu einem verwunschen wirkenden Landhaus. Sie werden von der überkandidelten Maria Bakker und der unterwürfigen Paula freundlich aufgenommen, ein transsexuelles Paar, das sich von der Welt abgewandt hat, um fern von Anfeindungen und dem Unverständnis der Welt zu leben. Die selbstbewusste Maria Bakker, die immer wieder deutsche Verse im Original zitiert, und die auf sie eigenartig wirkende Aura des Hauses lassen Tonia noch in der Nacht in ihr kleines Haus nach Lissabon zurückkehren.
Niedergeschlagen und von gesundheitlichen Problemen dazu gezwungen, ändert sie ihr Leben und entsagt allen Äußerlichkeiten. Im Krankenbett liegend, versöhnt sie sich mit ihrem persönlichen Umfeld und ihrem Inneren. Ihr Freund pflegt sie bis zum Tode und nimmt sich danach mit einer Überdosis am Strand selbst das Leben, und sie werden auf dem Cemitério dos Prazeres zusammen beigesetzt. Die Bühnenfigur Tonia blickt auf die Trauergemeinde und singt in voller Bühnenpracht einen Fado (Imenso von José Cid), und ein letzter Blick schweift über Lissabon.

## Rezeption
Der Film feierte seine Premiere am 22. Mai 2009 bei den Internationalen Filmfestspielen von Cannes und lief danach auf einer Reihe Filmfestivals, darunter die Viennale, das Toronto International Film Festival, das New York Film Festival, das Reykjavik International Film Festival, das Festival do Rio, das Vancouver International Film Festival, das Palm Springs International Film Festival, das Göteborg International Film Festival, das Paris Gay and Lesbian Film Festival und das London Lesbian and Gay Film Festival.
In die portugiesischen Kinos kam der Film am 15. Oktober 2009, in die französischen Kinos am 28. April 2010.
Er erhielt eine Reihe Auszeichnungen, so beim tschechischen Czech Gay and Lesbian Film Festival Mezipatra, beim Internationalen Festival des Independent-Films in Buenos Aires und beim zweiten internationalen Filmfestival von Cali. Weitere Auszeichnungen erhielt der Film mit dem Preis als Bester Film der Sociedade Portuguesa de Autores und beim Film Poll der New Yorker Zeitschrift Village Voice. Die Cahiers du cinéma wählten ihn auf Platz sieben der besten Filme des Jahres 2010.

„Der Film entwirft das Porträt eines Menschen, der abseits normierter sexueller und sozialer Normen mit seiner Abhängigkeit von individuellen wie gesellschaftlichen Zwängen sowie der Hinfälligkeit seines Körpers kämpft. Dabei verdichtet er sich zu einer in lyrischem Rhythmus erzählten, mit Verfremdungen, Irritationen und ins Surreale spielenden Etüde zwischen Realismus und Märchen, Melodram und Tragödie.“

Der Film gehört zu den vor João Pedro Rodrigues seltenen portugiesischen Filmen, die sich mit Homosexualität auseinandersetzen.
To Die Like a Man war der portugiesische Kandidat für den besten fremdsprachigen Film zur Oscarverleihung 2011, gelangte bei der folgenden 83. Oscarverleihung jedoch nicht zur Nominierung.
2010 erschien der Film als DVD bei ZON Lusomundo.